# Perillula
Perillula, monotipski rod biljaka cvjetnjača čiji je jedini poznati predstavnik vrsta Perillula reptans, iz Japana (Honshu, Shikoku, Kyushu) i otočja Ryukyu. Trajnica iz porodice Lamiaceae.